# Caio Consídio Longo
Caio Consídio Longo (em latim: Gaius Considius Longus; m. 46 a.C.) foi um político e general romano nos últimos anos da República Romana. Como governador da África, Longo lutou do lado dos pompeianos na guerra civil e foi morto por seus próprios homens em 46 a.C. quando tentava fugir depois da vitória de Júlio César na Batalha de Tapso.

## Carreira
Consídio foi eleito pretor em uma data desconhecida, mas antes de 52 a.C., pois em 51 a.C. ele foi nomeado governador propretor da África. Durante seu mandato, em 50 a.C., Longo viajou a Roma para tentar o consulado, deixando Quinto Ligário como seu representante. Quando começou a guerra civil, Longo retornou para a África com outros aliados de Pompeu. Ele e Públio Ácio Varo aparecem descritos como "legados propretores" em uma inscrição encontrada em Korba, na Tunísia), que foi fortificada por eles: eles teriam exercido a função como comandantes subordinados primeiro de Pompeu e, depois de sua morte em 48 a.C., de Metelo Cipião, que assumiu o comando da facção senatorial na luta contra os cesarianos. Consídio ficou encarregado de Hadrumeto com uma legião e participou de algumas vitórias contra o general Caio Escribônio Curião. Quando César chegou na África, em 46 a.C., Consídio já havia aumentado suas forças para duas legiões e 700 cavaleiros. Lúcio Munácio Planco, legado de César, tentou negociar com Consídio enviando-lhe um prisioneiro com uma carta. Consídio perguntou de quem era a carta e, ao ouvir que era do "imperator Júlio César", sua resposta foi: "o único imperator do povo romano neste momento é Cipião" e ordenou que seus homens assassinassem o prisioneiro; a carta foi enviada para Cipião sem ser aberta. Ele realizou algumas operações inefetivas contra Acila, uma cidade que havia passado para o lado de César. Pouco depois, Consídio passou pela cidade de Tisdra (moderna El Djem) com seus soldados e um grupo de gladiadores e getúlicos. Foi lá que ele soube que César havia vencido a Batalha de Tapso (46 a.C.). Tentando escapar em segredo para a Numídia, governado pelo aliado de Pompeu, o rei Juba I. Contudo, no caminho, os getúlicos o mataram e roubaram o dinheiro que ele levava.

## Família
A obra anônima "De Bello Africo" menciona que ele teve um filho, que foi capturado por César em Hadrumeto e cuja vida foi poupada. Theodor Mommsen aceitou a tese de Bartolomeo Borghesi de que Caio Consídio Peto, um magistrado monetário do final do período republicano, era a mesma pessoa que Consídio Longo, mas Michael Crawford, no mais recente catálogo de moedas republicanas diz apenas "o magistrado monetário é um C. Consídio Peto, do qual nada mais se sabe".